# Jules Favre
Jules Claude Gabriel Favre [ejtsd: favr] (Lyon, 1809. március 21. – Versailles, 1880. január 20.) francia államférfi.

## Életpályája
Jogot végzett Párizsban és tevékeny részt vett a júliusi forradalomban. 1830. július 29-én a Nationalban a királyság eltörlését és az alkotmányozó gyűlés összehívását követelte. Később Lyonba költözött, ahol ügyvédkedett. Nemsokára azonban, mint a politikai vádlottak hatalmas védője, nagy hírnévre tett szert és 1836-ban végleg Párizsban telepedett le. Az 1848. februári forradalom kitörése után államtitkár lett a belügyminisztériumban, és mint ilyen szerkesztette azt a sokszor kifogásolt körlevelet, mely a köztársaság vidékre küldött biztosait diktátori hatalommal ruházta föl. Képviselővé választása után lemondott hivataláról, nemsokára azonban rövid időre ismét belépett a külügyminisztériumba. Bonaparte Lajos elnök magatartását elejétől kezdve gyanúsnak tartotta és ellenszenvét minden alkalommal éreztette a trónkövetelővel. Természetes, hogy az 1851. december 2-ai államcsíny után Favre is hosszabb időre eltűnt a politikai színtérről. Évek mulva lépett csak megint a nyilvánosság elé, mégpedig első ízben mint Orsini védője. 1858-ban beválasztották a törvényhozó testületbe és ekkor öt képviselő-társával megalakította az ún. "engesztelhetetlenek pártját". 1860-ban a párizsi ügyvédek batonnier-ja, 1867-ben pedig az akadémia tagja lett. Hathatósan küzdött a kormánynak mexikói expediciója és olasz politikája ellen és a francia nép többsége osztozott véleményében. Az 1870. július 15-ei emlékezetes gyűlésen Favre is ama kisebbséggel szavazott, amely az Olivier által kért hitelt megtagadta. A sedani katasztrófa után Favre befolyásos, de fölötte nagy felelősséggel jó helyzetbe került. Javaslatára a képviselők lemondatták  III. Napóleon francia császár híveit szeptember 4-én. Azután megalakult a köztársaság és Favre mint a nemzeti védelmet szervező kormánynak tagja, a külügyminisztériumot vette át. Szeptember 6-án és 17-én kelt körlevelében azt tudatta a külföldi hatalmakkal, hogy a köztársasági Franciaország békét óhajt és hadi kárpótlást is hajlandó fizetni, ha a porosz király hadait haladéktalanul visszavonja Franciaország területéről. Otto von Bismarckkal La Haute-Maisonban és Ferrières-en-Brie-ben történt találkozása (szeptember 19 és 20.), amikor a vaskancellártól a francia képviselő-választásokra szükséges fegyverszünet megkötését kérte, eredménytelen maradt. Gambettának Párizsból léggömbön való menekülése után Favre a belügyminisztériumot is átvette és az október 31-ei lázadással szemben ugyan elszántnak, viszont a levert lázadókkal szemben túlságosan engedékenynek is mutatkozott. Amikor aztán a körülzárt Párizsban az éhínség ijesztő mérveket öltött és a kimerült város megadásra került, Favre-nak jutott az a szomorú feladat, hogy Versaillesban Bismarckkal 1891 januárjában a főváros kapitulációja iránt alkudozzék. Az 1871. február 8-ai választáson újból megválasztották képviselőnek, mégpedig nyolc kerületben és erre Adolphe Thiers február 19-én ismét külügyminiszterré tette. Mint ilyen részt vett a versailles-i előzetes béketárgyalásokban és később (Pouyer-Quertier pénzügyminiszterrel egyetemben) a frankfurti végleges béke megkötésében (május 10.). 1876-ban szenátorrá választották. Összegyűjtött beszédeit özvegye adta ki Discours parlamentaires (1881. 4 kötet) cím alatt.

## Művei
- Rome et la République française (1871)
- Le Gouvernement de la défense nationale (1872-75, 3 kötet)
- Conférences et discours littéraires (1873)
- La justice et la réforme judiciaire (1877)